# Highasakite
Highasakite is een Noorse indie-popband uit Oslo. In 2010 werd de band opgericht toen Ingrid Helene Håvik Trond Bersu op het Ytondheim Jazz-conservatorium ontmoette en ze als duo popnummers uitbrachten. In 2015 waren ze met vijf bandleden en brachten ze hun debuut-album uit, de EP All That Floats Will Rain.
De band won drie prijzen op de Spellemannprisen, de Noorse variant van de Grammy's.
In Noorwegen brak de band een nationaal record door met hun eerste album Silent Treatment 92 weken aaneengesloten in de album-hitlijst te staan.
Na hun debuut-EP ging de band op tour met Of Monsters and Men en werden ze door Justin Vernon gevraagd om met Bon Iver op tour te gaan.

## Discografie

### Albums
- 2012, All that floats with rain (EP)
- 2014, Silent Treatment
- 2016, Camp Echo (Propeller Recordings)[7]
- 2016, Acoustic Versions
- 2019, The Bare Romantic Pt 1 (EP)
- 2019, Uranium Heart
- 2020, The Bare Romantic Pt 2 (EP)

### Singles
- 2013, Since last Wednesday
- 2016, Someone who'll get it[4]
- 2016, Golden Ticket
- 2017, 5 Million Miles
- 2018, Out of Order[3]